# UVB-76

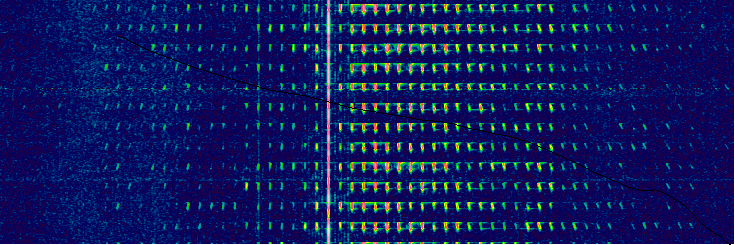
UVB-76的频率分布图

UVB-76是俄罗斯一个位于4625 kHz（单边带）的神秘电台，据信由俄羅斯聯邦軍隊所擁有。收音机爱好者将其称为The Buzzer（蜂鳴器）。它每天24小时发送向外发送单调的声音，每分钟重复约25次。在少数情况下持续的嗡嗡声会中断，并出现由俄语播出的语音信息。
广播的开始日期是有争议的，然而，据称它在1970年代后期开始播放， 可能是1976年。
有许多关于此神秘电台的猜测，但是其真正目的和意义仍然未知。

## 名称与呼号
该电台在英语和俄语中通常被称为“蜂鸣器”（俄语：Жужжалка）。从广播开始，该电台将自己标识为 UYB-76（俄语：УЫБ-76）。 从至少 1997 年到 2010 年，该电台将自己标识为 UZB-76（俄语：УЗБ-76) 。电台本身从未使用呼号UVB-76，据推断这是对UZB-76的错误转录。然而，大家仍然经常用（UVB-76）这个名字来指代这个电台。在接下来的几年传输中，该站的主呼号定期变化。
| 呼号      | 使用时间                      |
| --------- | ----------------------------- |
| UZB-76 () | 1997 – 2010年9月7日           |
| MDZhB ()  | 2010年9月7日 – 2015年12月28日 |
| ZhUOZ ()  | 2015年12月28日 – 2019年3月1日 |
| ANVF ()   | 2019年3月1日 – 2020年12月30日 |
| NZhTI ()  | 2020年12月30日 – 今           |

除了这些主呼号外，该电台还使用一些其它呼号，这些呼号的使用频率低于主呼号。每当主呼号发生变化时，所有先前的呼号也将被丢弃。电台可以在一条消息中使用任意数量的呼号，而不是仅限于一个呼号。

### UVB-76电台曾经使用过的呼号
- LNR4 (俄语：ЛНР4)
- 87OI (俄语：87ОИ)
- VM62 (俄语：ВМ62)
- A1JZh (俄语：А1ЙЖ)
- MSZh7 (俄语：МСЖ7)
- OMP4 (俄语：ОМП4)
- 7U8T (俄语：7У8Т)
- VLHN (俄语：ВЛХН)
- 217O (俄语：217О)
- ANVF (俄语：АНВФ)
- VZhCH (俄语：ВЖЦХ)
- LNRCh (俄语：ЛНРЧ)
- VShchCH (俄语：ВЩЦХ)
- 34ShchK (俄语：34ЩК)
- YeDGShch (俄语：ЕДГЩ)
- 58Shch1 (俄语：58Щ1)
- LNR4 (俄语：ЛНР4)
- 5Ye27 (俄语：5Е27)
- M4Z2 (俄语：М7З2)
- 'M4T (俄语：ЬМ4Т)
- 5PTsB (俄语：5ПЦБ)
- LNTM (俄语：ЛНТМ)
- ZhD9S (俄语：ЖД9С)
- 28YA (俄语：28ЫА)
- KhIZhJ (俄语：ХИЖЙ)
- 53AJ (俄语：53АЙ)
- AMVS (俄语：АМВС)
- V'TD (俄语：ВЬТД)
- YeIYJ (俄语：ЕИЫЙ)
- ODVR (俄语：ОДВР)
- TsZhAP (俄语：ЦЖАП)

## 電台：The Squeaky Wheel與The Pip
吱吱作響的輪與點 (數字電台)，該兩個電台分別發現於約1986年與約2000年。而在後期被收音機愛好者分別為其命名，而據稱該電台的發射區均位於俄羅斯。與電台UVB-76類似，每日均為嗶嗶聲和類似齒輪的轉動聲。並在少數情況下該聲音會中斷，之後則是發出俄語的訊息。

## 正常传输
该电台持续发送类似“嗡嗡”的声音，每次持续0.8秒，间隔1–1.3秒重复发送，每分钟可以重复21–34次。每小时开始的前一分钟，持续的嗡嗡声会代替有间隔的声音，此声音会持续至一分钟之后，由间隔的嗡嗡声恢复。在格林尼治标准时间07:00至07:50，电台会使用低功率发送信号，似乎是在进行发射机常规检修。

## 故障
在这种情况下，在蜂鸣声的背后通常可以听到遥远的谈话声和其它背景噪音，这说明发出嗡嗡声的电台设备上有一个麦克风打开着，而且电台设备处在一个开放的喧闹环境中，而不是仅仅发送一段被重复播放的录音。在2001年11月3日时发生过一次这样的情况，可以听到一段俄罗斯语的谈话："Я—143. Не получаю генератор." "Идёт такая работа от аппаратной."（“143，没有收到发生器（振荡器）。”“这裡有一些硬件上的工作”）

## 语音信息
从UVB-76发出语音信息的情况是非常罕见的。自2010年的短暂停播之后，这个频率又重新开始播送信息。 这些语音信息通常由俄语播出。 在超过20年的观察中，有七次此类信息被截获。
- 在1997年12月24日格林尼治标准时间21:58，嗡嗡声突然停止并被短促的哔哔声取代，同时一个俄罗斯语男声宣布："Ya—UVB-76. 18008. BROMAL: Boris, Roman, Olga, Mikhail, Anna, Larisa. 742, 799, 14."[16]。同样的信息重复了数次，之后哔哔声以及嗡嗡声相继恢复。

- 2002年9月12日，UVB-76播出了类似的语音信息，但是声音十分扭曲而且难以理解，可能是声音源过于靠近麦克风头部。此次广播的部分信息被翻译为："UVB-76, UVB-76. 62691 Izafet 3693 8270."

- 2006年2月21日格林尼治标准时间7:57，UVB-76第三次播出了语音信息。同样，声音是非常扭曲的。全部信息被翻译为："75-59-75-59. 39-52-53-58. 5-5-2-5. Konstantin-1-9-0-9-0-8-9-8-Tatiana-Oksana-Anna-Elena-Pavel-Schuka. Konstantin 8-4. 9-7-5-5-9-Tatiana. Anna Larisa Uliyana-9-4-1-4-3-4-8."[17]这些单词在一些俄罗斯语字母表中可以找到，类似于NATO phonetic alphabet[18]。

- 在2010年之后，每隔几周就会出现一次人声，而且总在发生重大事件前后。2014年3月18日，在克里米亚投票加入俄罗斯之后不到24小时，电台发出了“T-E-R-R-A-K-O-T-A. Mikhail Dimitri Zhenya Boris （电台呼号）. Mikhail Dmitri Zhenya Boris. 81 26 T-E-R-R-A-K-O-T-A.”的人声。[19]而在2018年11月11日 [20]和2018年11月16日[21] 所发出的信息正好与当年11月底发生的刻赤海峡危机接近。

- 另外，这一电台会在数月或数年后重复同样的信号。2011年1月26日，电台发出了“ILOTICIN 36 19 69 46”的人声，在2011年5月11日，同样的声音再次响起。[19]

### 由UVB76发出的消息
| 发生日期       | 发生时间（UTC） | 信息内容 |
| -------------- | --------------- | --- |
| 1997年12月24日 | 21:58           | 180 08 BROMAL 74 27 99 14 Record （页面存档备份，存于） Video （页面存档备份，存于）                              |
| 2000年12月24日 | 12:30           | 74 148 ANTIMONAT 26 37 09 31                                                                                      |
| 2000年12月24日 | 12:45           | 61 21 ANTIMONAT 26 37 09 31                                                                                       |
| 2002年12月1日  | 10:51           | 01 213 SKIF 38 87 23 95                                                                                           |
| 2002年12月6日  | 07:03           | 28 138 KARIAMA 77 56 01 51 AGGRADACIYA 05 51 55 97 GLAShATEL' 76 78 55 08                                         |
| 2002年12月20日 | 18:43           | 45 359 DELMEZON 37 49 63 35                                                                                       |
| 2003年1月15日  | 08:55           | 79 992 BONGU 99 23 77 68 BRONShshIK 71 17 57 70                                                                   |
| 2003年1月15日  | 15:30           | 03 517 KAMACIT 86 68 88 86                                                                                        |
| 2003年1月16日  | 17:00           | 90 824 KROLIST 53 26 62 56                                                                                        |
| 2003年1月16日  | 17:56           | 73 858 PODShEFNYJ 86 91 03 74                                                                                     |
| 2003年1月17日  | 09:00           | 93 310 BILADIT 80 81 84 49                                                                                        |
| 2003年1月17日  | 14:02           | 98 042 VYLENIE 36 20 09 83                                                                                        |
| 2003年1月21日  | 09:52           | 80 516 GANOMATIT 21 23 86 25                                                                                      |
| 2003年1月24日  | 17:25           | 07 526 RAZDVIZhOJ 18 47 27 96                                                                                     |
| 2003年1月30日  | 08:04           | 01 851 AZOTIN 18 89 24 02                                                                                         |
| 2003年1月30日  | 17:57           | 57 084 INICIAL' 76 16 56 79                                                                                       |
| 2003年2月7日   | 09:03           | 15 286 ANGLEZ 51 09 98 29 BUShMAR 89 89 55 79 NOMINACIYa 74 97 16 56                                              |
| 2003年2月7日   | 09:34           | 85 596 KLASA 81 00 02 91                                                                                          |
| 2003年2月11日  | 17:58           | 12 733 EDINENIE 67 79 66 32                                                                                       |
| 2003年3月1日   | 10:30           | 60 130 VATRUH 58 89 54 54                                                                                         |
| 2003年3月21日  | 10:28           | 95 695 TREZVENIK 16 24 54 27 TVORAIN 16 24 02 30                                                                  |
| 2003年3月24日  | 06:51           | 01 705 BRAMIRKA 18 49 70 39                                                                                       |
| 2006年2月21日  | 07:57           | 65 265 FELAK 17 09 08 98 TEPEPShIK 85 59 75 59 TPLEABF 75 25 25 8 video （页面存档备份，存于）                    |
| 2009年9月29日  | 16:00           | 99 884 ASASDNYJ 42 67 28 17 Record （页面存档备份，存于）                                                         |
| 2010年1月25日  | 17:13           | 95 313 SUPRTKA 54 15 12 56 Record （页面存档备份，存于）                                                          |
| 2010年8月23日  | 13:35           | 93 882 NAIMINA 74 14 35 74 Record （页面存档备份，存于）                                                          |
| 2010年8月25日  | 06:54           | 38 527 AKKRECIYa 36 09 55 73 Record （页面存档备份，存于）                                                        |
| 2010年9月5日   | 13:39           | 19 703 PREGRADA 80 18 06 57 Record （页面存档备份，存于）                                                         |
| 2011年1月26日  |                 | ILOTICIN 36 19 69 46                                                                                              |
| 2011年5月11日  |                 | ILOTICIN 36 19 69 46                                                                                              |
| 2013年1月25日  | 02:58           | MDZhB MDZhB OB'YaVLYeNA KOMANDA 135                                                                               |
| 2014年3月19日  |                 | T-E-R-R-A-K-O-T-A. Mikhail Dimitri Zhenya Boris. Mikhail Dmitri Zhenya Boris. 81 26 T-E-R-R-A-K-O-T-A.            |
| 2015年1月26日  | 05:59           | MDZhB MDZhB TsYeNTIM 61 51                                                                                        |
| 2018年11月11日 | 12:25           | ZhUOZ 28 610 DINOFEK 13 89 77 66                                                                                  |
| 2018年11月16日 | 13:40           | K5TZh TsIZO 5R94 HAU1 64 981 82 774 61 942 30 827 BUEKOMPAS 19 25 01 69                                           |
| 2019年12月11日 | 09:51           | 87OI 87OI A1JZh A1JZh 217O 217O DOTsU DOTsU MSZh7 MSZh7 02 189 44 871 71 132 13 155 27 420 VYMOKAN'Ye 18 97 35 87 |
| 2020年2月5日   | 13:02           | 29 147 LAVROLYuFT (ЛАВРОЛЮФТ) 32 15 83 45                                                                         |
| 2020年2月6日   | 12:16           | 87OI 87OI 25 184 GOLOVChATYJ 31 10 33 40 VYeKShA 31 10 33 40                                                      |
| 2021年1月20日  | 13:19           | 60 447 DYeFLYeGMATOR (ДЕФЛЕГМАТОР) 73 67 20 01                                                                    |
| 2021年1月20日  | 13:40           | BORODKA (БОРОДКА) 13 86 30 77                                                                                     |
| 2021年1月20日  | 14:11           | 35 060 KIPRYJ (КИПРЕЙ) 79 20 69 32                                                                                |
| 2021年1月20日  | 14:17           | 95 302 NUNTIJ (НУНЦИЙ) 00 10 23 96 BOBOSBOJ (БОБОСБОЙ) 00 78 36 25                                                |
| 2021年1月20日  | 14:43           | 99 721 UGROKROV (УГРОКРОВ) 89 25 26 43                                                                            |
| 2021年2月3日   | 15:25           | NZhTI NZhTI 34 511 GOLOSOK 80 17 81 54                                                                            |
| 2021年4月4日   | 12:41           | 48 451 PIONOLOM (ПИОНОЛОМ) 52 21 52 09                                                                            |
| 2021年4月4日   | 17:23           | 73 749 PRIPAIVANIYe (ПРИПАИВАНИЕ) 43 22 92 18                                                                     |
| 2021年4月16日  | 08:07           | 82 890 ZHANRONATsl (ЖАНРОНАЦИ) 13 68 06 04                                                                        |
| 2021年4月24日  |                 | 82 890 ZHANRONATsl (ЖАНРОНАЦИ) 13 68 06 04                                                                        |
| 2021年4月26日  | 12:30           | NZhTI 20 846 DUBNYAK 64 65 10 77                                                                                  |

## 设备
该电台使用Molniya-2M (PKM-15)和Molniya-3 (PKM-20)发射机，和一个Viaz-M2备用发射机。发射机功率大约为10 kW，在格林尼治标准时间07:00至07:50，备用发射机功率为2.5 kW。天线形状是横向dipole VGDSh (Nadenenko)，高度约20（66英尺）。

## 位置和功能
该电台的发射器2010年之前位于俄罗斯境内Povarovo郊外，Zelenograd和Solnechnogorsk之间，莫斯科西北部40公里处，靠近Lozhki村。该发射器位置直到1997年第一次语音信息发送才被最终确认。2010年，发射台从莫斯科附近被转移到了俄罗斯西部的普斯科夫州，此州靠近爱沙尼亚和拉脱维亚的边境。
不知是什么用意，一个网站声称该电台是“为了向莫斯科军方的军事单位和军队招募中心传递信息”，这个说法是未经证实的，并且无法解释此电台在播送一些单词和数字之前的15年中一直重复播送嗡嗡声。但此电台在每当俄罗斯出现重大事件的时候，会有短暂的人声播报信息。如在2014年3月19日播出的信息正好是乌克兰克里米亚危机发生的时间前后。而在2018年11月11日和2018年11月16日所发出的信息正好与当年11月底发生的刻赤海峡危机接近。现在，UVB-76在世界上被广泛认为是正在为俄罗斯间谍所服务的间谍活动传送编码邮件，就像许多国家的间谍信息活动被伪装成數字電台那样，占用着短波频率。事实上，现在在世界上的许多电台发射机也是一些国家的军队和情报机关安装的，虽然许多国家从来没有承认过这些电台的存在以及解释它们的用途。

## 干扰
自2022年起，该电台所在频段发出带有可被频谱分析仪查看的频谱图编码图像的信号。此外，还有人报告在该频段上接收到了包含音乐的信号并截取部分片段上传至网络。目前得以考证的有：
- Rick Astley的“Never Gonna Give You Up”[23]
- 2012年韩国K-pop的“江南Style”
- 朝鲜歌曲攻擊戰[24]，
- 日本音乐爱好者铃木悠太的“一般男性脱粪”
- 雲南山歌《朝你大胯捏一把》
- 日本动漫赛马娘主题曲
- 东方Project二次同人创作Bad Apple!!
- 东方Project遊戲角色十六夜咲夜主題曲
- John Cena的網路迷因bingchiling
- 日本国歌君之代
- 游戏少女前线中部分歌曲。[25][26][27]

有报道认为这些可能与2021年－2022年俄乌危机有关。